# 祖晴
祖晴（1988年5月31日—），艺名祖丽晴，原籍安徽，出生于北京市，中国大陆的女性配音演员、导演及话剧演员，配音代表作有《哆啦A梦》（大雄）和《喜羊羊与灰太狼》系列（喜羊羊）等。

## 配音作品

### 国产动画
- 《喜羊羊与灰太狼》系列—喜羊羊、夜太狼、懒妈妈、明日女王
- 《宝贝女儿好妈妈》系列—陈大迪
- 《开心宝贝》系列—粗心超人、桃子姐姐、邮差慢慢、麦果超人
- 《百变机兽之洛洛历险记》—洛洛、洛洛妈妈
- 《武战道（洛洛历险记重制版）》—洛洛
- 《猪猪侠》系列—菲菲、小呆呆、菲斯拉、朱大婶、芙蓉妹、毒幻蛾、菲利斯、小红帽、白雪皇后、白雪公主、美杜莎
- 《果宝特攻/果冻三剑客》—菠萝吹雪、上官子怡、夜燕、七色彩莲、椰子尊
- 《超兽武装》系列—天羽、雪皇
- 《洛克王国》—可丽希亚、呱呱、萌萌、科伦斯、雪莉老师、平阳公主
- 《宋代足球小将》—向流云
- 《七色战记》—猫猫、青鸟公爵、白洞女王
- 《机甲兽神之爆裂飞车》—凯飒
- 《巴啦啦小魔仙之梦幻旋律》—里拉
- 《小宋当家》系列—小桃、小富
- 《炫斗战轮》—司空剑、龙妈
- 《斗龙战士4：双龙核》《斗龙战士5》—洛小熠
- 《神探威威猫》系列—威威猫、爱爱兔

### 译制动画
- 《蜡笔小新》（国语）—野原新之助、宫本娜娜子
- 《蜡笔小新 小葵的城堡》—野原向日葵
- 《数码宝贝》第一部（2001）—八神太一、妖女兽、泉光子郎
- 《浪客剑心》—神谷薰
- 《灌篮高手》（第57集，第50集换配音）—相田弥生
- 《弹珠警察》（后期41集）—白宝
- 《变形金刚：隐者战士》—？
- 《头文字D》—？

- 《樱桃小丸子》—樱杏子、小玉
- 《哆啦A梦》系列—大雄（广东配音版，曾被黑龙江音像出版社收录，现已绝版，但可以在bilibili找到部分集数）

### 特摄剧
- 《快乐酷宝》系列—小宝
- 《麦克斯奥特曼》系列—小石川瑞希

### 游戏
- 《开心超人手游》—粗心超人、桃子姐姐

## 演出作品
- 《火红木棉花》饰 阿香[3]
- 《新居》饰 珠女
- 《出逃的公主》饰 娜拉公主
- 《小鬼当家四之玩转新居》饰 凯文

## 参与活动
- 2013年10月：“动漫英雄”第五届创新创意文化节暨桂林国际动漫节（评委）[4]